# Сокольское водохранилище
Сокольское — водохранилище наливного типа на территории Ленинского района на юге Керченского полуострова. Площадь — 65 га. Объём — 2,26 млн м³.

## География
Построено в 1966 году с целью водоснабжения по проекту Крымского филиала института «Укргипроводхоз» для использования местного стока. Должно было подпитываться водами из Северо-Крымского канала от водовода НС № 4 — Керчь. Вода содержит повышенную концентрацию солей, жёсткость воды превышает 10 мг/л.
Длина водохранилища 1,9 км; максимальная ширина — 350 м; максимальная глубина — 7,15 м. Земляная плотина имеет длину 350 м; высоту 10,7 м; ширину по гребню — 4 м. Проектный объём — 2,26 млн м³.
Водохранилище расположено вдали от побережья Чёрного моря. Ближайшие населённые пункты — село Пташкино и исчезнувшее село Сокольское, которое располагалось на его побережье.
Среднегодовое количество осадков — 400—450 мм. Питание: впадающая река (Ичкин-Джилга), поверхностное (воды от снеготаяния и ливней) и отчасти подземные воды Причерноморского артезианского бассейна.
Водохранилище используется для разведения рыбы.